# Баздуль, Мухарем
Мухарем Баздуль (босн. Muharem Bazdulj; род. 19 мая 1977, Травник, Босния и Герцеговина, Югославия) ― сербский и боснийский журналист, переводчик и писатель.

## Биография
Родился 19 мая 1977 года в городе Травник, Босния и Герцеговина, Югославия.
Окончил филологический факультет Сараевского университета по специальности «английский язык и американская литература». Публикует литературные и публицистические тексты в журналах и газетах: «Абрахам», «Дани», «Иза», «Лица», «Ослобоченье» (Сараево); «Коллапс» (Мостар); «Диван» (Травник); «Репортер» (Белград-Баня-Лука); «Время» (Белград); «Feral Tribune» (Сплит); «Нови Оманут», «Понтес», «Зарез» (Загреб); «Бал Канис» (Любляна); «Форум», «Наше письмо» (Скопье).
Является членом редколлегии журнала теории, культуры и изобразительного искусства «Tvrđa» (Загреб). Его книги были переведены и опубликованы на немецком, английском и польском языках, а его рассказы и эссе — на 12 других языков.
Переводил эссе Пола Остера и Салмана Рушди, а также стихи Иосифа Бродского, Филипа Ларкина, Уильяма Батлера Йейтса и Ричарда Уилбура.
С 2012 года живёт и работает в Белграде (Сербия).
До 10 мая 2021 года был обозревателем «Oslobođenja», сотрудничество с которым было прекращено после того, как он посетил прием Петера Хандке по случаю вручения «Большой премии Иво Андрича» за книгу «Други мач — Майска повесть» в Вышеграде.

## Переводы
- Вторая книга, 2000, издательство Северо-Западного университета.
- Концерт, 2007, Чарне (мн.ч.)
- Der Ungläubige und Zulejha, Seifert Verlag, 2008, Вена, ISBN 978-3-902406-38-5
- КОНЦЕРТ, 2018, Видавництво 21 (на украинском языке)

## Награды
Вторая книга — Премия Фонда Сороса — Открытое общество Боснии и Герцеговины, за лучшую книгу рассказов.